# Galloglass

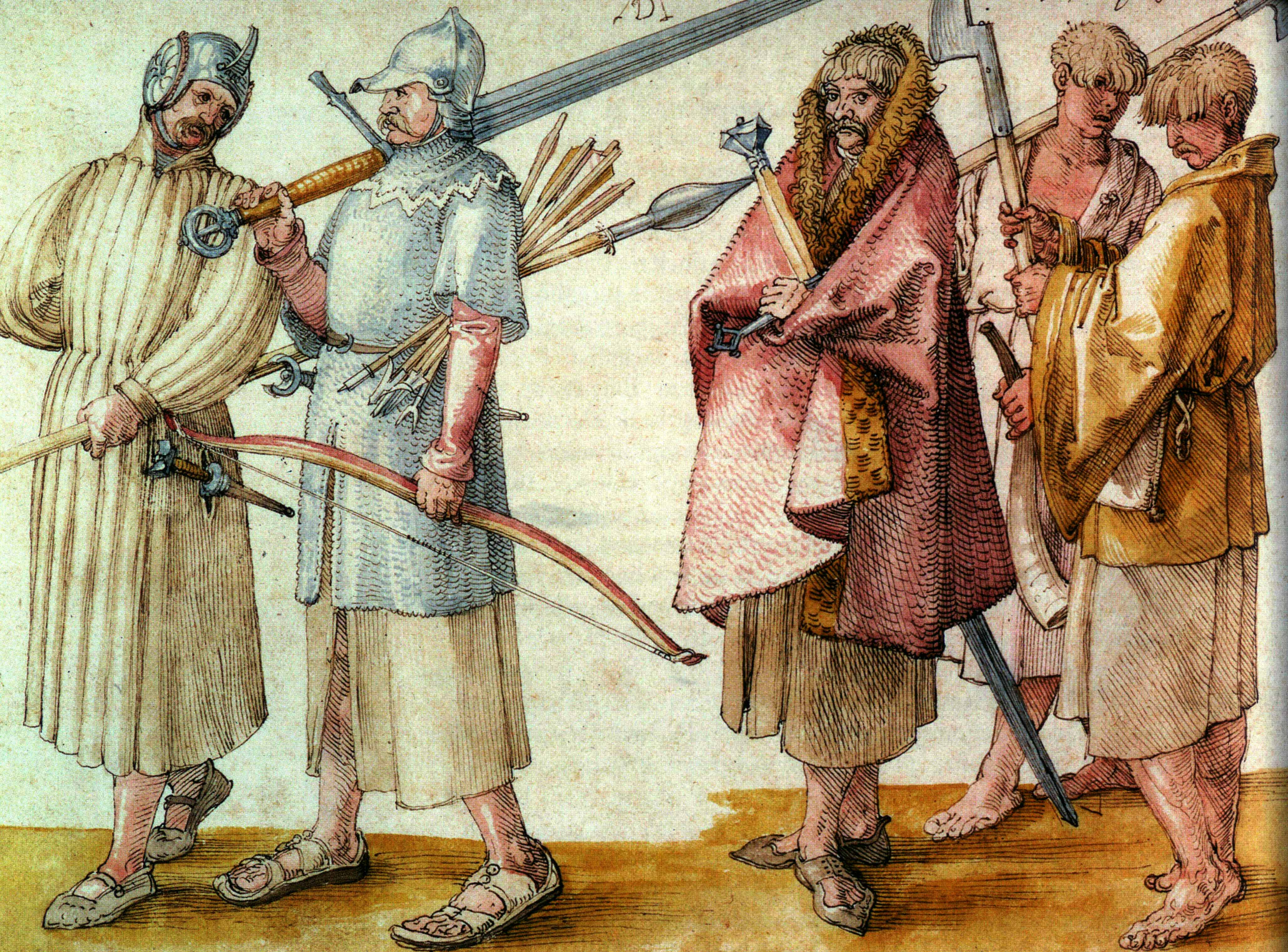
Tekening van drie Ierse galloglass en twee kerns door de Duitse kunstenaar Albrecht Dürer (circa 1521)

De galloglass (ook wel gallowglass; uit het Iers: Gallóglaigh) was een krijgersklasse van huurlingen die oorspronkelijk uit voornamelijk Noors-Gaelische clans afkomstig waren tussen de 13e en 16e eeuw. 

## Geschiedenis
De oorsprong van de galloglass lag in de West-Schotse kustgebieden van Argyll en de eilanden van de Hebriden. De Hebriden waren in de loop van de 9e eeuw in handen gevallen van de Noorse Vikingen en de eilanden zouden nog tot 1266 onderdeel zijn van het koninkrijk Noorwegen. Hier kwam een einde aan na het tekenen van het verdrag van Perth, toen de eilanden tot het koninkrijk Schotland gingen behoren. Bij de inheemse Gaelisch sprekende volkeren stonden de Hebriden daarom ook bekend als het "Inse-Gall", dat staat voor "eilanden van de buitenlanders". Hoewel de Noormannen en inheemse Schotten onderling trouwden en de Noorse kenmerken steeds meer verdwenen komt de term gal ook terug in de term galloglass (verengelst uit het Gailic gall óglaigh) wat "buitenlandse krijger" betekend. De eerste vermelding van galloglass was in 1259 toen de koning van Connacht 160 Schotse krijgers als bruidsschat kreeg van de dochter van Dubhghall mac Ruaidhri, een belangrijk edelman uit het koninkrijk Man.
De galloglass trokken om verschillende redenen richting Ierland. Clans als de MacSweeneys en de MacDowells waren verbannen of op een andere manier uit de gratie gevallen bij de Schotse koningen. Anderen zoals de MacDonnells en de MacRorys waren enthousiaste aanhangers van Edward Bruce's campagne om de Engelse dominantie over Ierland te beëindigen. Toch werd er niet exclusief gerekruteerd onder de Schotten zelf en na verloop van de tijd waren de meeste galloglass van Ierse afkomst, waarmee de term ging verwijzen naar een type krijger in plaats van een etnische benaming. Het overgrote deel van de rekruten waren jonge Ierse boerenzonen, geselecteerd op hun fysieke kracht en moed, die het krijgsbedrijf zagen als een manier zich aan hun armoede te onttrekken. De leiding over een eenheid van galloglass krijgers viel over het algemeen in handen van Schotse edelen.
Galloglass krijgers waren een zwaar gewapende en goed getrainde infanterie die in het oorlog verscheurde Ierland van de hoge en late middeleeuwen zeer gewild waren bij de verschillende lokale Ierse heersers. Ierse militaire bevelhebbers en clan hoofden kozen een galloglass vaak ook als persoonlijke lijfwacht, omdat vanwege hun positie als 'buitenstaanders' minder beïnvloedbaar waren voor lokale vetes en invloeden. Ook buiten Ierland kwam op het Europese vasteland de inzet van galloglass als huurlingen voor, wat onder andere blijkt uit verschillende schetsen en tekeningen door West-Europese kunstenaars.
Het einde van de galloglass kwam met de toenemende centralisatie politiek en invloed van de Engelse kroon onder de Tudors en opvolgende dynastieën. De zelfstandigheid van de voornaamste gebruikers van galloglass als huurlingen, de lokale Ierse heersers, viel weg. Daarnaast kwam de inzet van 'nieuwe schotten', de zogeheten redshanks die goedkoper en in grotere getallen aanwezig waren, steeds vaker voor. Tot slot verdween voor veel van de clans die galloglass voortbrachten de noodzaak weg om zich als huurlingen ter beschikking te stellen, omdat ze waren uitgegroeid tot welvarende en gerespecteerde landeigenaars.

## Uitrusting

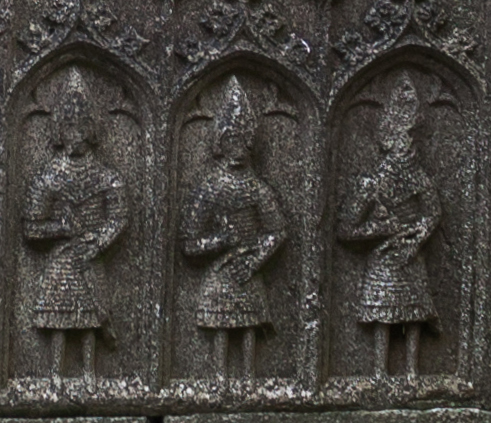
Laat 15e-eeuwse graftombe waarop galloglass krijgers met hun typische uitrusting staan uitgebeeld

De basale uitrusting van een typische galloglass bleef door de eeuwen heen vrijwel hetzelfde. Als hoofdwapen diende een lange strijdbijl, maar ook het gebruik van Claymore zwaarden kwam soms voor. Als secondaire wapens diende een dolk, zwaard en of een korte jachtboog. Ter bescherming van het lichaam werd een wambuis in combinatie met een maliënkolder gedragen. Een ijzeren helm beschermde het hoofd.